# Bohumír Cigánek
Bohumír Cigánek (11. září 1874 Lipňany – 5. ledna 1957 Olomouc) byl český římskokatolický reformistický kněz, později duchovní a biskup Církve československé (husitské).

## Život

### Mládí a studium
Narodil se v rolnické rodině v Lipňanech (dnes část obce Tršice, Olomoucký kraj), středoškolská studia zahájil na Slovanském gymnáziu v Olomouci, pokračoval na církevních gymnáziích pro přípravu budoucích duchovních na Svatém Kopečku a v Klimkovicích, maturitní zkoušku složil jako externista na opavském gymnáziu v roce 1893. Poté jako jednoroční dobrovolník absolvoval vojenskou službu u 54. pěšího pluku v Olomouci, následně se po vstupu do dominikánského řádu věnoval vysokoškolskému studiu filozofie a teologie na univerzitách ve Vídni, Štýrském Hradci a ve švýcarském Freiburgu. V roce 1899 byl ve Štýrském Hradci vysvěcen na kněze biskupem Leopoldem Schusterem, roku 1901 získal doktorát filozofie na Freiburské univerzitě.

Po návratu do vlasti v roce 1904 působil jako katecheta v Praze a v Kladně, v letech 1909–1910 byl se souhlasem tehdejšího ministerstva kultu a vyučování vyslán na studijní cestu do USA a Kanady, v jejímž rámci ze sociologického hlediska sledoval životní podmínky tamních českých a slovenských přistěhovalců.

### Období 1914–1920
V letech první světové války sloužil jako vojenský polní kněz na srbské frontě, po vyléčení těžkého zranění byl přidělen k nemocniční vojenské duchovní správě (působil zejména v  Karlových Varech a Mariánských Lázních). Konec války prožil opět jako polní kurát na Balkáně, kde utrpěl další zranění. V nově vzniklé republice se před ním po roce 1918 otevřela možnost vojenské kariéry. Jako úspěšný organizátor osvětové práce v armádních jednotkách operujících na území Slovenska, se v roce 1919 zúčastnil bojů proti vojskům Maďarské republiky rad a v lednu 1920 v hodnosti plukovníka vyznamenaného československým válečným křížem byl jmenován zemským osvětovým inspektorem pro Moravu, Slezsko, Slovensko a Podkarpatskou Rus při generálním štábu francouzské vojenské mise. Odpovídal za organizaci osvětové a etické výchovy ve všech posádkách dislokovaných na těchto územích, se svými spolupracovníky pořádal kurzy pro osvětové důstojníky a výstavy, inicioval kurzy pro negramotné, zřizoval vojenské knihovny a vydával týdeník Bratrství. Jeho činnost ocenilo francouzské velení udělením čestné důstojnické hodnosti.

## Duchovní CČS(H)
Ačkoli dosáhl tak významných úspěchů, rozhodl se ve slibně započaté vojenské kariéře nepokračovat. Požádal o propuštění z armády a na žádost budoucího prvního patriarchy CČS ThDr. Karla Farského, s nímž se znal ještě z předválečných let, spoluzakládal ve dvacátých letech jako duchovní nově vzniklé Církve československé náboženské obce (NO) v západní části republiky (Chebsko, Rokycansko). Ustanovení do farářské funkce přijal v západočeské (pražské) diecézi 1. 6. 1926 do NO Plzeň-východ, jejíž působnost tehdy zahrnovala téměř celou oblast současné plzeňské diecéze CČSH. V témže roce uzavřel sňatek s učitelkou Agátou, roz. Klučovskou, s níž pak měl dceru Dagmar (* 1927) a syna Bohumíra mladšího (* 1928).

V následujících 14 letech patřil k předním organizátorům vnitrocírkevní práce CČS v jihozápadních Čechách, v roce 1932 byl zvolen členem diecézní rady a druhým patriarchou ThDr. Gustavem Adolfem Procházkou jmenován vikářem pro západní Čechy. V letech  1940–1946 působil v NO Zbraslav (dnes městská část Praha-Zbraslav), od 10. 7. do 2. 8. 1944 byl diecézní radou pověřen výkonem funkce správce západočeské (pražské) diecéze. Jako vlastenecký kněz a důsledný kritik okupačních poměrů se pro svá odvážná kázání stal objektem zájmu gestapa, v květnových dnech roku 1945 zadržen ustupující německou armádou jako rukojmí, jehož spolu s ostatními zajatci před popravou zachránil téměř na poslední chvíli příchod amerických prvosledových jednotek.

### Biskup CČS(H)
Po osvobození byl Bohumír Cigánek vzhledem ke svým zásluhám, zkušenostem a konzistentním celoživotním postojům považován za jednoho z potenciálních kandidátů na biskupský úřad. Nejprve neúspěšně kandidoval v červnu 1946 na nově zřízenou funkci pražského biskupa, avšak již v listopadu téhož roku byl na doporučení třetího patriarchy CČS Dr. Františka Kováře zvolen do čela moravské (olomoucké) diecéze, úřadu se oficiálně ujal po biskupské ordinaci v únoru 1947.

Jeho relativně časově krátký episkopát probíhal ve složitých politických podmínkách nejdříve jen signalizujících nástup totalitní moci, po roce 1948 ve vypjatých represivních střetech, v církevní sféře cílených především na mocenské ovládnutí jejích organizačních struktur. Osobnost charakterově příkladného biskupa s pevným národním i sociálním cítěním a demokratickými zásadami, potvrzenými jeho životem, představovala pro tehdejší státní orgány natolik vážnou překážku, že se ho rozhodly zdiskreditovat a následně odstranit z biskupské funkce.

K dosažení uvedeného cíle zvolily především cestu justiční zvůle kriminalizací některých duchovních jím spravované diecéze i příslušníků jeho rodiny (dcera Dagmar), odsouzených v nespravedlivých, politicky motivovaných procesech. Další výrazný tlak vytvářely Státní úřad pro věci církevní a Státní bezpečnost ve spolupráci s tzv. pozitivními (prorežimně orientovanými) duchovními. Atmosféra nedůvěry, strachu, intrik i soustavné narůstání uměle vytvářených problémů a vážné zdravotní problémy vedly k jeho abdikaci koncem března roku 1950. Zemřel v ústraní 5. 1. 1957 ve věku 82 let, jeho popel je uložen v kolumbáriu Husova sboru v Olomouci.

Biskup PhDr. Bohumír Cigánek patří k výrazným osobnostem zakladatelské generace CČS(H), v olomoucké diecézi i v širší církvi je právem řazen k symbolům odporu proti nespravedlnosti, útlaku, násilí a diktaturám.